# Тіріль Екгофф
Тіріль Екгофф (норв. Tiril Eckhoff; нар. 21 травня 1990) — норвезька біатлоністка, олімпійська чемпіонка, дворазова бронзова призерка Олімпійських ігор 2014 року, багаторазова чемпіонка світу, учасниця та призерка етапів кубка світу з біатлону, чемпіонка Європи з біатлону серед юніорів. Молодша сестра норвезького біатлоніста Стіана Екгоффа.

## Виступи на Олімпійських іграх
| Рік  | Місце проведення | Інд | Спр | Пр | МС | Ест | ЗМ |
| 2014 | Сочі             | 18  | 18  | 24 | 3  | 3   | 1  |
| 2018 | Південна Корея   | 23  | 24  | 9  | 3  | 4   | 2  |
| 2022 | КНР              | 22  | 11  | 3  | 2  | 4   | 1  |

## Кар'єра в Кубку світу
- Дебют в кубку світу — 17 березня 2011 року вспринті в Осло — 50 місце.
- Перше попадання в залікову зону — 16 березня 2012 року в спринті в Ханти-Мансійську — 24 місце.
- Перше попадання на квітковий подіум — 2 березня 2013 року в персьюті в Осло — 6 місце.
- Перший подіум — 10 березня 2013 року в естафеті в Сочі — 3 місце.
- Перший особистий подіум — 15 грудня 2013 року в персьюті в Ансі — 3 місце.
- Перша перемога — 19 лютого 2014 року в змішаній естафеті в Сочі — 1 місце.
- Перша особиста перемога — 6 грудня 2014 року в спринті в Естерсунді — 1 місце.

Тіріль дебютувала в кубках світу у 2010 році. В сезоні 2010/11 спортсменка провела 2 старти на заключному етапі Кубка світу, що проходив в Осло, однак їй не вдалося потрапити до залікової зони та увійти до загального заліку біатлоністів за підсумками сезону.
У сезоні 2011/12 Тіріль узяла участь у 4-х етапах Кубка світу, однак набрати залікові бали їй вдалося лише на завершальному етапі Кубка світу в Ханти-Мансійську, де вона показала 24-ий час у спринті, 20-ий у персьюті та 7-ий у мас-старті. Дані результати дозволили їй набрати 74 бали та за підсумками сезону посісти 54 місце в загальному заліку біатлоністок.
Сезон 2012/13 Екгофф провела досить непогано. Вона взяла участь у всіх етапах Кубка світу, однак показані результати не дозволи їй відібратися на Чемпіонат світу. Особливо добре Тіріль далася кінцівка сезону. Із 8 останніх особистих гонок вона фінішувала в очковій зоні у 7, а на 8 етапі, що проходив в Сочі вона здобула свою першу медаль Кубків світу — бронзу у складі жіночої естафетної збірної. Найкращим же її особистим досягненням поки що є 6-й час, який вона показала в персьюті на 7 етапі сезону в норвезькому Осло.
За підсумками сезону 2020/21 Екгофф виграла великий кришталевий глобус переможниці Кубка світу в загальному заліку та малі кришталеві глобуси в заліку спринтів та гонок переслідування.
У березні 2023 року Тіріль оголосила про кінець професіональної кар'єри.

## Загальний залік в Кубку світу
- 2011–2012 — 54-е місце (74 очки)
- 2012–2013 — 29-е місце (299 очок)

## Статистика стрільби
| № п/п | Сезон     | Загальна         | Індивідуальна гонка | Спринт         | Гонка переслідування | Мас-старт      | Естафета       |
| ----- | --------- | ---------------- | ------------------- | -------------- | -------------------- | -------------- | -------------- |
| 1     | 2010-2011 | 76,7 % (23/30)   | 0,0 % (0/0)         | 90,0 % (9/10)  | 70,0 % (14/20)       | 0,0 % (0/0)    | 0,0 % (0/0)    |
| 2     | 2011-2012 | 77,4 % (89/115)  | 0,0 % (0/0)         | 75,0 % (35/40) | 77,5 % (31/40)       | 95,0 % (19/20) | 60,0 % (9/15)  |
| 3     | 2012-2013 | 74,9 % (242/323) | 72,5 % (29/40)      | 75,6 % (68/90) | 75,8 % (91/120)      | 73,3 % (44/60) | 76,9 % (10/13) |